# Gran Turismo 3: A-Spec
Gran Turismo 3: A-Spec — видеоигра в жанре гоночного симулятора, первая игра из серии Gran Turismo, которая вышла на приставке Sony PlayStation 2. Gran Turismo 2000 было рабочим названием игры, когда она демонстрировалась на выставке Е3 в 2000—2001 годах.

## Игровой процесс
Режим Gran Turismo Mode подвергся сильной реорганизации, получив структурный и улучшенный механизм гонок и соревнований. Гонки довольно разнообразны: есть короткие соревнования для новичков, многочасовые заезды и даже раллийные состязания с соперниками. Магазины по продаже автомобилей также изменились — теперь они сортируются по стране, а потом по производителю (в отличие от своего предшественника, где было деление города на север — юг, запад — восток). С другой стороны, в GT3 присутствуют всего 181 машин, в то время как в GT2 их было примерно 650. Это связано с тем, что с новой детализированной графикой требовалось больше времени на создание каждого автомобиля, а релиз игры приходился на начало жизненного цикла Playstation 2.
Другая новая особенность — это возможность выиграть машины Формулы-1 (названные Polyphony 001 и 002, вместо настоящих названий болидов Ф1) в многочасовых заездах. Естественно, эти авто имеют гораздо лучшие характеристики, чем остальные машины в игре. Единственный их минус — сильный износ шин во время гонок. Игрок не может купить более жёсткие шины для установки на болиды Формулы 1.
Главной целью игры (как GT1 и GT2) является победа во всех гонках, чемпионатах, прохождение всех тестов на водительские лицензии и получение 100 % завершения игры. После каждых 25 % прохождения, игрока награждают призовой машиной. Среди изменений стоит заметить: отмену возможности модификации автомобиля в «гоночный» вариант и добавления прижимной силы серийным авто, убирание повреждений подвески и также отмену ограничения мощности в гонках.
Во время создания GT3, разработчики сотрудничали с производителем компьютерной и игровой периферии Logitech. В результате этого появился специальный руль управления GT Force, который имел возможность force feedback (обратная отдача) и сильно усиливал ощущения от игры.

## Gran Turismo Concept
Благодаря отличным отзывам, короткая версия, Gran Turismo Concept, была выпущена во многих частях мира (кроме Северной Америки) в 2002. В неё входили новые автомобили, которые были впервые показаны миру во время известных Азиатских и Европейских автосалонов.

## Музыка
В Gran Turismo 3: A-Spec присутствует 26 разных треков. Песни имеют широкий спектр жанров, начиная классическим роком и заканчивая рэп-музыкой. Внизу приведен список треков попавших в игру:
- Are You Gonna Go My Way? (GRAN TURISMO Remix) — Lenny Kravitz
- Satisfied — 8 Stops 7
- Stop the Rock (Mint Royale Mix) — Apollo 440
- Mad Skillz — Mic Chekka — BT
- Break In — CiRRUS
- glowl — daiki kasho
- mirage — daiki kasho
- obscure — daiki kasho
- sky scraper — daiki kasho
- strike breaker — daiki kasho
- Go Gran Turismo — Dave Audé
- Call It Brisco (And Why Not?) — Elite Force
- 99 Red Balloons (Adapted from '99 Luftballons) — Goldfinger
- As Good As It Gets — Grand Theft Audio
- Champion — Grinspoon
- Stone Free — Jimi Hendrix
- Turbo Lover — Judas Priest
- Def Beat — Junkie XL
- Crash — Methods of Mayhem
- Kickstart My Heart — Mötley Crüe
- Never Enough — Papa Roach
- Super Nova Goes Pop — Powerman 5000
- Determination — Raekwon
- Dogg’s Turismo 3 — Snoop Dogg
- She Sells Sanctuary — The Cult
- Again — Lenny Kravitz[2]
- Just A Day — Feeder
- Buck Rogers — Feeder
- Seven Days In The Sun — Feeder
- Shark — Ash
- Stompbox — Overseer
- Supermoves — Overseer

## Оценки и мнения
| Сводный рейтинг                  | Сводный рейтинг |
| Агрегатор                        | Оценка          |
| -------------------------------- | --------------- |
| GameRankings                     | 94,54 %         |
| Metacritic                       | 95/100          |
| Иноязычные издания               |                 |
| Издание                          | Оценка          |
| Eurogamer                        | 10/10           |
| GamePro                          | 5/5             |
| GameSpot                         | 9,4/10          |
| GameSpy                          | 4,5/5           |
| IGN                              | 9,8/10          |
| Official PlayStation Magazine US | 5/5             |
| Русскоязычные издания            |                 |
| Издание                          | Оценка          |
| «Домашний ПК»                    | 94/100          |

Gran Turismo 3: A-Spec является коммерческим успехом для Sony в Японии, Европе и Северной Америке. Игра получила высокие отзывы от журналистов и игроков, по праву считается одной из самых лучших, когда-либо созданных гонок. IGN поставил игре 9.8 баллов, Gamespot — 9.4, Electronic Gaming Monthly дал игре платиновую награду. По состоянию на 6 сентября 2008 года, на сайте GameRankings Gran Turismo 3 имеет среднюю оценку 94 %. GT3 часто фигурирует во многих списках «Топ 100 игр» (Например Топ 100 от IGN).
По состоянию на март 2009 года, было отгружено 1.89 миллионов копий игры в Японии, 7.14 в Северной Америке, 5.85 миллиона в Европе и 10.000 в Северно-восточной Азии, что в сумме составляет 14,89 миллионов копий.